# Містеріум. Початок
«Містеріум. Початок» (дан. Kvinden i buret, дослівний переклад — «Жінка в клітці») — данський фільм 2013 року, режисера Міккель Ньорко (дан. Mikkel Nørgaard). Фільм заснований на романі Юссі Адлер-Олсена. Це перший фільм із серії «Відділ Q», наступний фільм — «Містеріум. Мисливці на фазанів» 2014 року.

## Сюжет
Детектив Карл Мерк працює в поліції Копенгагена. Він втрачає в перестрілці двох напарників і впадає в чорну меланхолію, повністю втративши інтерес до своєї роботи. Щоб не втрачати талановитого слідчого, керівництво спрямовує його в новостворений відділ нерозкритих справ — «Відділ Q». Його напарником стає Асад.
«Відділ Q» був створений для того, щоб упорядкувати архівні справи. Але одна з архівних справ, підозра на самогубство Мерети Люнгорд, викликає його інтерес. В останній раз Мерету бачили п'ять років тому на поромі між Данією і Німеччиною. З того часу слід її загубився. Розслідування Карла свідчать про те, що жінку, насправді викрали. Мерк та його колега Асад починають повномасштабне розслідування.

## У головних ролях
- Ніколай Лі Кос — Карл Мерк
- Фарес Фарес — Асад
- Соня Ріхтер — Мерете Люнгорд
- Мікель Фольско — Уффе Люнгорд
- Сьорен Пільмарк — Маркус Якобсен
- Петер Плаугборг — Ларс 'Лассе' Янсен
- Трольс Лібі — Харді
- Патрісія Шуман — Сьос Норуп

## Українське багатоголосе закадрове озвучення
Українською мовою фільм озвучено студією Так Треба Продакшн на замовлення телеканалу НЛО TV.